# Sphaeroma walkeri
Sphaeroma walkeri is een pissebed uit de familie Sphaeromatidae. De wetenschappelijke naam van de soort werd in 1905 voor het eerst geldig gepubliceerd door Thomas Roscoe Rede Stebbing.

## Verspreiding
Sphaeroma walkeri is een zeepissebed die lijkt op een aardse rolpissebed. Het is geen substraat-boorder, maar een spleetbewoner, die in en onder rotsen, hout en in aangroeigemeenschappen op steigers, palen, drijvers, boeien en scheepsrompen leeft. Deze soort is inheems in de Indische Oceaan en is een van 's werelds meest voorkomende pissebed-indringers. Geïntroduceerde populaties zijn verspreid over beide zijden van de Atlantische Oceaan, de Middellandse Zee, Zuid-China, Australië, Zuid-Californië en Hawaï. Ondanks de brede verspreiding zijn er geen ecologische of economische effecten gemeld voor deze soort.